# Emotional Songs
Emotional Songs è il primo album di Sagi Rei, artista israeliano, pubblicato nel 2005 delle etichette indipendenti Do It Yourself e Melodica.

## Disco
In quest'album Sagi Rei reinterpreta solamente con la sua voce e la sua chitarra alcuni dei più grandi successi dance degli anni 90.
A quattro anni di distanza dalla sua pubblicazione, l'album rientra fra i 100 più venduti in Italia (posizione n°85) grazie ad una nuova notorietà del singolo L'Amour Toujours (I'll Fly With You), scelto come colonna sonora di uno spot pubblicitario per l'azienda Intimissimi.

## Tracce
1. Your Loving Arms (Billie Ray Martin)
2. All around the world (Lisa Stansfield)
3. Freed from desire (Gala)
4. Right in the night (Jam & Spoon)
5. Rhythm is a dancer (Snap!)
6. L'amour toujours (Gigi D'Agostino)
7. Show me love (Robin S)
8. Crazy man (Blast)
9. Free (Ultra Natè)
10. Gypsy rhythm (Raul Orellana)
11. What is love (Haddaway)
12. Wrap me up (Alex Party)